# Vie quotidienne
 (août 2022).

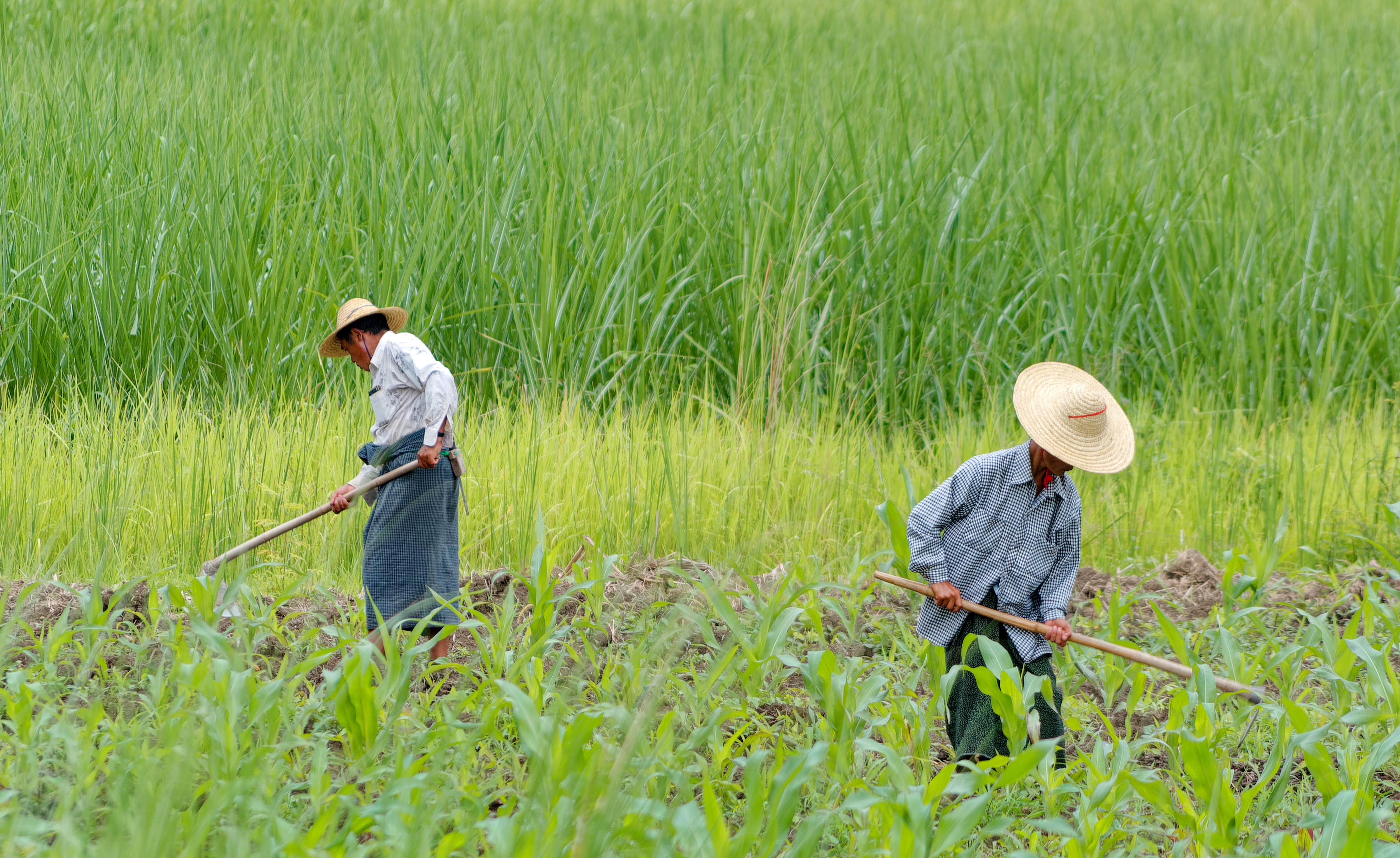
Agriculteurs en Birmanie. Le travail est une activité importante de la vie quotidienne.

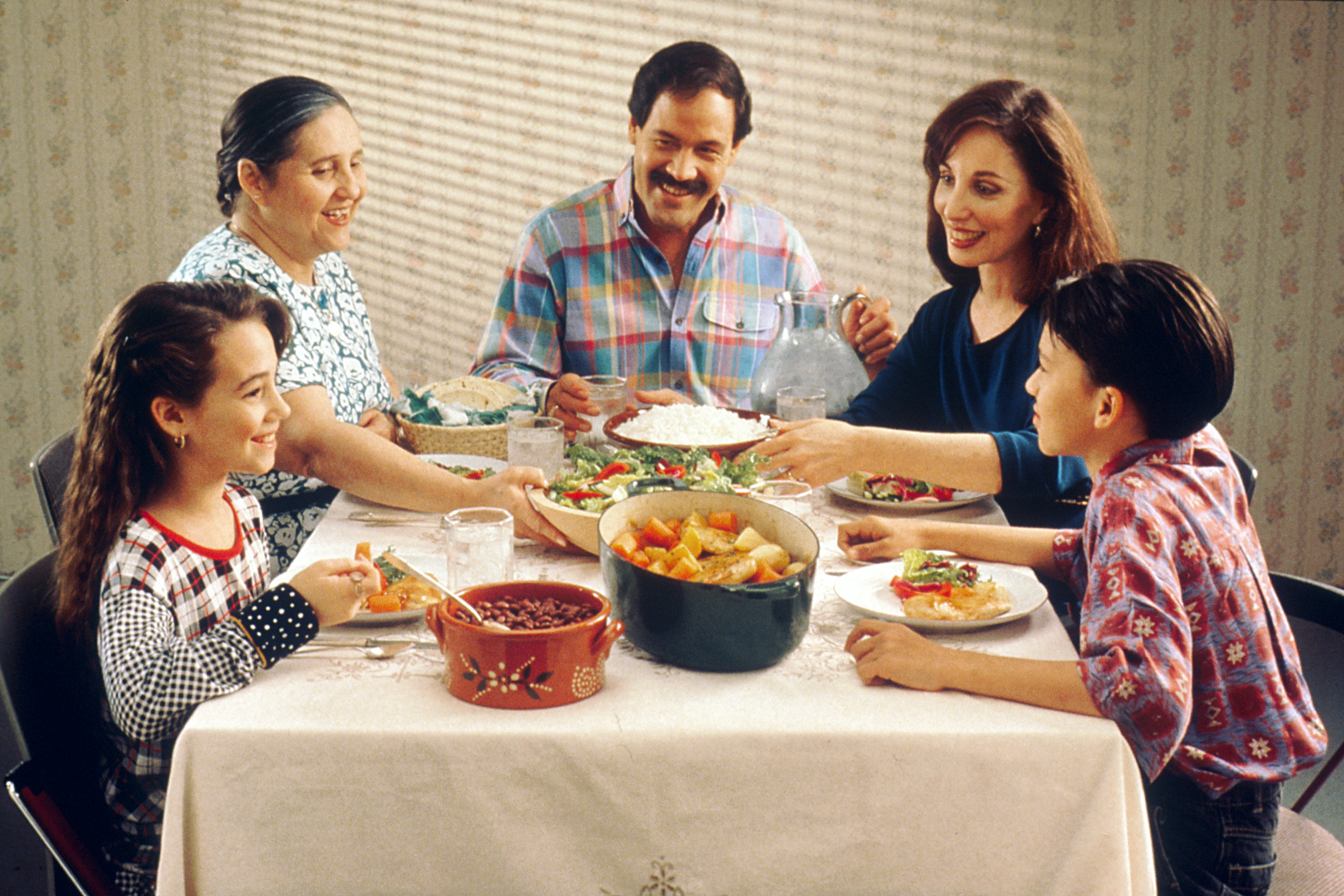
Repas en famille (États-Unis). Manger est une activité fondamentale de la vie quotidienne humaine.

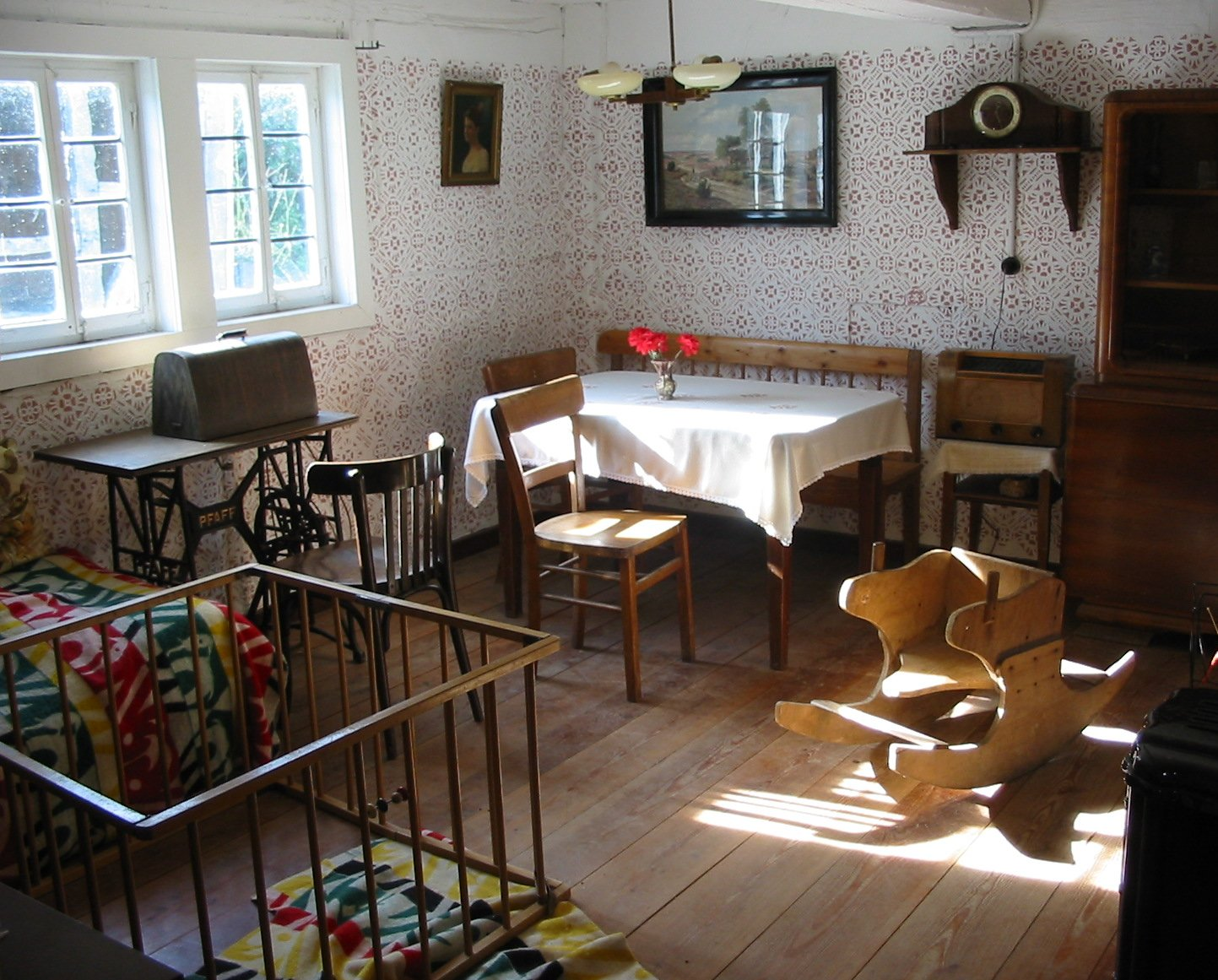
Un lieu d'habitation (Allemagne).

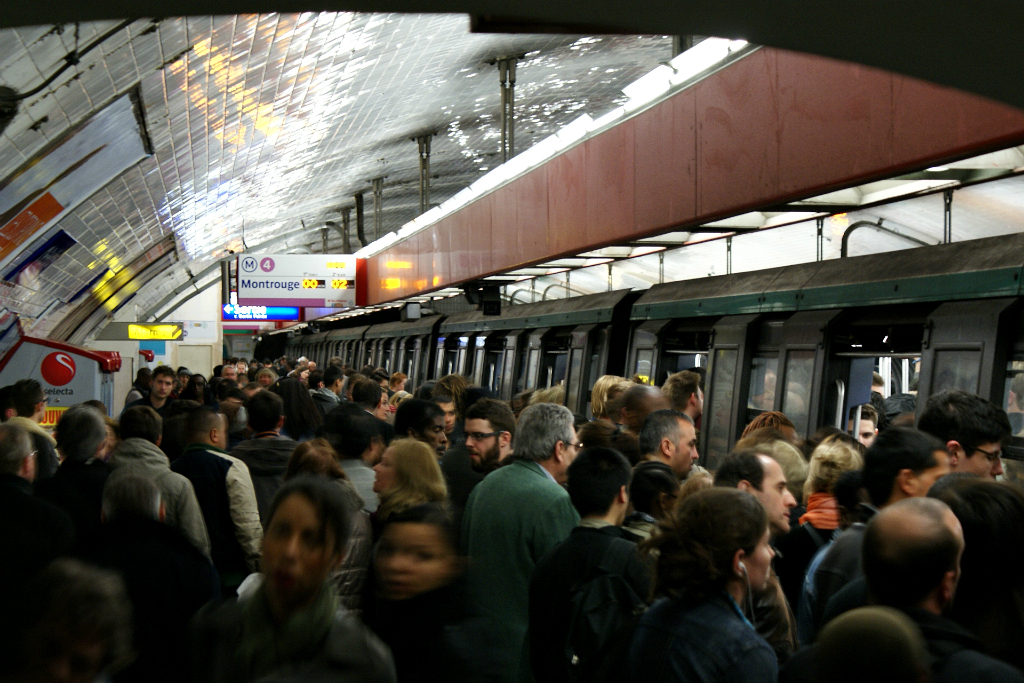
Foule massée à l'heure de pointe en fin de journée dans une station de métro à Paris (France).

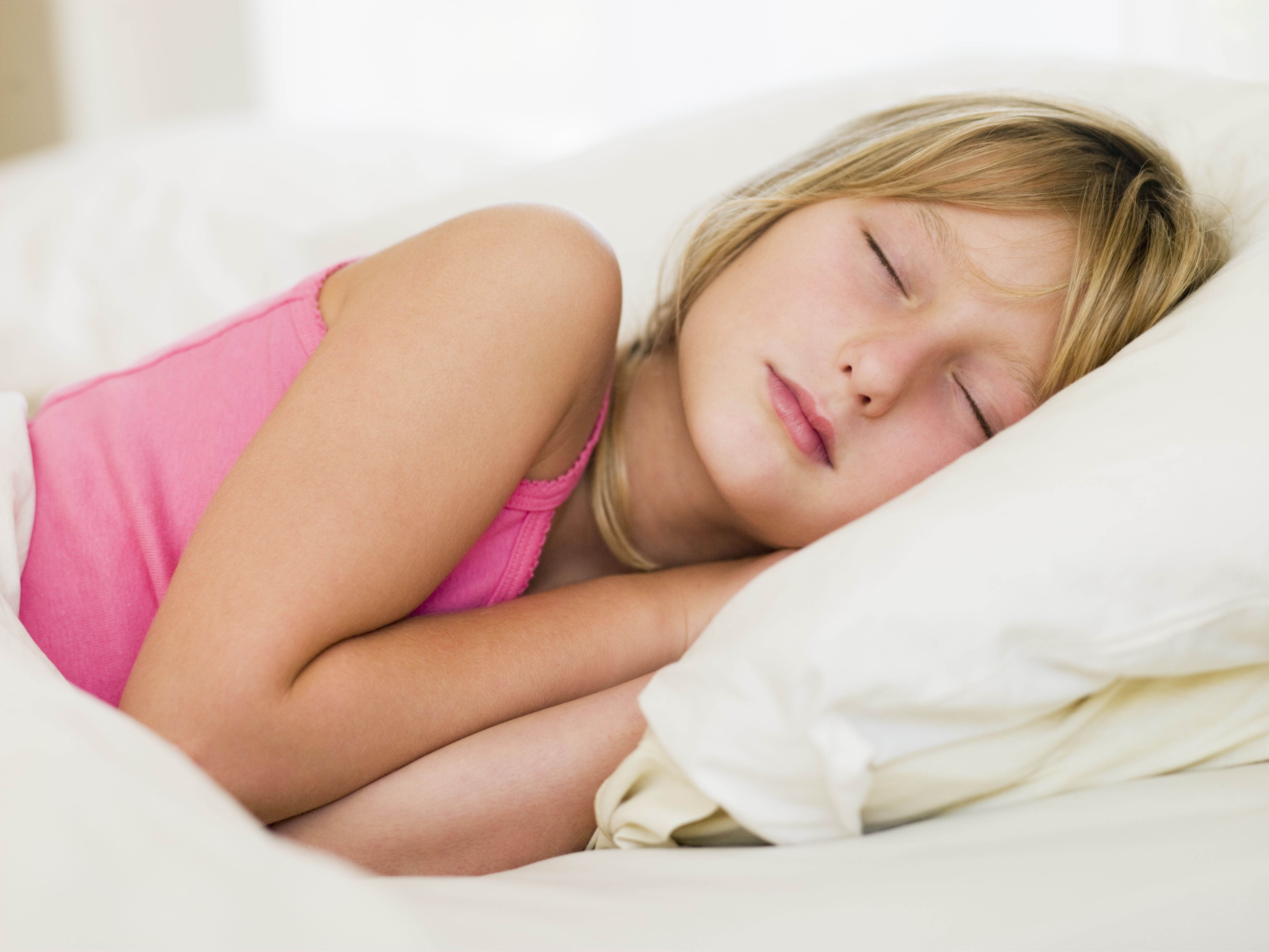
Dormir est une activité fondamentale pour les humains et se fait généralement la nuit.

La notion de vie quotidienne (ou de quotidien, de vie de tous les jours ou encore de vie courante)  est caractérisée par des habitudes humaines répétitives de travail et de déplacements, tels que la consommation (faire les courses, manger et boire), les loisirs, les soins personnels, les activités sociales et culturelles, les visites chez le médecin ou le sommeil. Le contact imprévu et détendu dans le cercle des voisins, des collègues et des amis est considéré comme faisant partie de la vie quotidienne.
Il s'agit d'un aspect fondamental de l'activité des êtres humains : la façon dont les gens agissent, sentent et pensent, d'une manière générale, chaque « jour », ou durant un cycle de 24 heures.
La vie quotidienne est vue, entre autres, comme un contraste avec la période des vacances. Elle varie en fonction des époques, des lieux, des cultures et des milieux sociaux (niveau de vie).
La vie quotidienne peut être définie comme étant ce « que chacun vit tous les jours, avec ses obligations et ses contraintes. ».

## Description
La vie quotidienne se divise en différentes catégories :
- l'alimentation : se servir à manger de la nourriture préparée ;
- les méthodes de travail ;
- les modes de transport pour les différents types de déplacement (exemple :  domicile-travail, départ en vacances, etc) ;
- le milieu de vie (milieu urbain ou rural) ;
- la continence : assurer l'hygiène de l'élimination urinaire et anale ;
- l'habillement : s'habiller et se déshabiller ;
- la toilette : aptitude de faire sa toilette seul ;
- les différentes catégories socio-professionnelles (les enfants n'ont pas la même vie que les adultes)[2].

D'après Gilles Brougère : 
Celle-ci a lieu dans le quotidien, s’insère dans la répétition temporelle, implique des répétitions, des routines, des coutumes, des habitudes. C’est en partie dû au cycle temporel des jours et des nuits, des saisons, des années, qui donne un cadre temporel au quotidien et dont il est difficile de s’échapper même si l’on peut construire des activités qui le nient, le contestent, tentent de le renverser.
La vie quotidienne des individus et des groupes sociaux est modelée par leur mode de vie. 

### Fonctionnement
Les humains sont diurnes : cela signifie que la plupart des gens dorment au moins une partie de la nuit et sont actifs pendant la journée. Le temps de travail (à l’exception du travail posté) implique principalement un horaire quotidien, commençant le matin. Cela produit les heures de pointe quotidiennes vécues une majorité de la population. Le soir est souvent une période de temps libre.

## Différences culturelles et historiques

### Influences de la culture et de l'histoire
Au-delà des similitudes dues à un fonctionnement biologique, les modes de vie varient en fonction des cultures. Par exemple, la vie nomade diffère de la sédentarité et, parmi les sédentaires, les citadins vivent différemment des ruraux. Des différences existent également en fonction du niveau de vie et de la classe sociale (riches ou pauvres, ouvriers ou professions intellectuelles...), et vont souvent au-delà du travail effectué. Les enfants et les adultes varient également dans ce qu’ils font chaque jour.
L'étude de la vie quotidienne est relativement récente et ne se limite pas aux sociétés occidentales : c'est souvent en comparant les différentes cultures et sociétés entre elles que la vie quotidienne connaît un nouvel éclairage. Des disciplines comme la sociologie, l'anthropologie, l'ethnologie, souvent croisées, permettent de faire émerger des constats, des comportements généraux, des usages.
La vie quotidienne des gens ne se résume pas aux obligations et aux contraintes : par exemple, la plupart des actes de la vie quotidienne se font de manière automatique. On doit également prendre en compte l'évolution historique : en Europe, le quotidien des paysans a par exemple considérablement évolué depuis 1850.

## Analyses sociologiques

### Analyses d'Henri Lefebvre
Selon Henri Lefebvre, la vie quotidienne ne peut pas être « déterminée, dans son caractère concret, que si l'on dispose d'un instrument et d'une méthode. ».

### Analyses de Roland Barthes
D'après Diana Knight (en), « la vie quotidienne est chez Barthes l’une des questions récurrentes (avec l’histoire, le langage, la littérature et la sexualité), pour lesquelles le concept d’utopie n’est pas seulement un point de rencontre mais aussi un lieu d’articulation conceptuelle ».

### Analyses de Pierre Bourdieu
Pierre Bourdieu analyse la vie quotidienne comme une part de ce qu'il appelle l'habitus. C'est-à-dire « un système de préférences, un style de vie particulier à chacun. Il ne relève pas d’un automatisme mais d’une prédisposition à agir qui influence les pratiques des individus au quotidien : leur manière de se vêtir, de parler, de percevoir. Ces prédispositions sont intériorisées inconsciemment durant la phase de socialisation, pendant laquelle l’individu s’adapte et s’intègre à un environnement social. Durant cette période, l’individu est alors conditionné d’une façon invisible et se construit une manière d’être et d’agir face au monde et sur le monde. ».

### Analyses d'Anthony Giddens
Anthony Giddens souligne comment l’action peut s’étendre sur l’espace et le temps, et examine le domaine de l’action quotidienne inconsciemment contrôlée. L’analyse constitutionnelle d’Alfred Schütz permet une construction de type idéal personnel (subjectif) qui permet la compréhension de l’action (même par des explications post-hoc) en la comparant avec des éléments situationnels quotidiens du monde social.[réf. nécessaire]

### Analyses d'Harold Garfinkel
Harold Garfinkel indique que ses études « traitent les activités pratiques, les circonstances pratiques, et le raisonnement sociologique pratique, comme des sujets d’étude empirique. En accordant aux activités banales de la vie quotidienne la même attention qu’on accorde habituellement aux événements extraordinaires, on cherchera à les saisir comme des phénomènes de plein droit ».
L’intérêt majeur de Garfinkel se porte sur les activités pratiques et en particulier le raisonnement pratique, qu’il soit professionnel ou profane.